# Sub-bacia do rio Paraguai
A bacia do rio Paraguai é uma sub-bacia da sub-bacia do rio Paraná, no território brasileiro.

## Área e subdivisões
Possui uma área de 1,1 milhão de km², abrangendo não apenas os estados de Mato Grosso e Mato Grosso do Sul como também outros países vizinhos do Brasil, como a Argentina, o Paraguai e a Bolívia. O principal rio da bacia é o Paraguai, que nasce em território brasileiro na chapada dos Parecis. A vazão média conjunta da bacia é de 363.445 m³/s.
A bacia do Paraguai pode ser dividida em duas regiões distintas: o Planalto, com terras acima de 200 m de altitude, e o Pantanal, de terras com menos de 200 m de altitude e sujeitas a inundações periódicas, funcionando como um grande reservatório regularizador das vazões dos rios da bacia.
O rio Paraguai é o principal rio deste conjunto. Nasce em território brasileiro, nas Chapadas dos Parecis, no estado de Mato Grosso com o nome de “Paraguaizinho”, e em um de seus trechos mais ao sul serve de demarcador de fronteira com a Bolívia. Seu nome é de origem guarani, e significa “um grande rio”, e mais tarde o nome do rio batizou o país que hoje conhecemos como Paraguai. A foz do rio encontra-se no rio Paraná, sendo que a navegabilidade em suas águas é satisfatória próximo a Cáceres, Mato Grosso do Sul até a foz do rio Apa, delimitador da fronteira entre Brasil e Paraguai.
Mapa da bacia do rio Paraguai
A curiosidade da navegação em seu trajeto é a extrema sinuosidade de seu curso, em especial na região do Pantanal, tornando viagens a distâncias relativamente próximas muito mais demoradas do que o habitual. Estima-se que da região do Pantanal até o Oceano Atlântico, seguindo o curso do rio Paraguai, leva-se cerca de seis meses de viagem.
A bacia pode ser dividida em duas regiões:
- A região de Planalto, que abrange terras acima de 200 m de altitude;
- A região do Pantanal (no Paraguai, o pantanal local recebe o nome de “chaco”), de terras de menos de 200m de altitude;

O Pantanal está sujeito a inundações periódicas, assumindo desse modo a função de verdadeiro “reservatório” dos rios do conjunto. As cheias da bacia ocorrem ao longo de vários meses, caracterizando um lento escoamento das águas no Pantanal. Tal fenômeno deve-se à complexa combinação das várias planícies, cujas lagoas e baías funcionam como reguladores de vazão, acumulando água e amortecendo a elevação do nível durante as cheias e cedendo águas durante a recessão.
Predominam na área os biomas do Cerrado (região de Planalto) e do Pantanal. É importante notar que as atividades agro-industriais na região, bem como a prática da mineração estão provocando o aumento de áreas desmatadas, e com isso uma gradativa erosão das mesmas. Tal prática acaba provocando o assoreamento dos rios da bacia, sendo dignos de menção os rios Taquari e São Lourenço.

## Demografia
Os principais centros em importância na área da bacia do Paraguai são as cidades de Aquidauana, Corumbá, Porto Murtinho, Cuiabá, Poconé, Cáceres (no Brasil), Assunção e Concepción (no Paraguai).

## Biomas
Os biomas predominantes na bacia são o Cerrado (na região de planalto) e o Pantanal. Em virtude da expansão das atividades agro-industriais e da mineração, os desmatamentos vêm acentuando os processos de erosão, contribuindo para o assoreamento dos rios da região, principalmente o Taquari e o São Lourenço, afluentes do rio Paraguai.